# Элиа, Мариос Иоанну
Мариос Иоанну Элиа (греч. Μάριος Ιωάννου Ηλία; род. 19 июня 1978) — кипрский композитор.

## Биография
Изучал композицию в зальцбургском Моцартеуме под руководством Адрианы Хёльцки и в Базельском университете музыки у Клауса Хубера, а также музыковедение в Венском университете музыки и исполнительских искусств, получил степень доктора философии (Ph. D.) в Университете Саутгемптона. В 2003—2006 гг. работал в Моцартеуме на отделении композиции. В 2013—2015 гг. занимал пост художественного руководителя проекта Культурная столица Европы.
Авторству Элиа принадлежат более 75 произведений, среди которых — опера «Охота» (нем. Die Jagd; 2008, Штутгартская государственная опера) и «Ульмская оратория» для 400 музыкантов (2013—2014). Широкое внимание привлекла предназначенная для исполнения на открытом воздухе мультимедийная «Автосимфония» (англ. autosymphonic; 2010—2011), в исполнении которой принял участие оркестр из 81 автомобиля.
Лауреат ряда музыкальных премий, в том числе первой премии на международном конкурсе композиторов имени Витольда Лютославского (2004).